# Sphex argentatissimus
Sphex argentatissimus  (лат.) — вид роющих ос (Sphecidae). Австралия.

## Распространение
Австралия (Северная территория).

## Описание
Роющие осы крупного размера: от 20 до 21 мм (самка) и от 23 до 24 мм (самцы). Основная окраска тела чёрная.
Предположительно, как и другие члены рода Sphex своих личинок выкармливают парализованными насекомыми (ловят прямокрылых насекомых) и гнездятся в земле. Вид был впервые описан в 2015 году немецкими энтомологами Т. Дорфелем (Thorleif H. Dörfel) и М. Олем (Michael Ohl, Museum für Naturkunde, Берлин, Германия).